# Modalohr

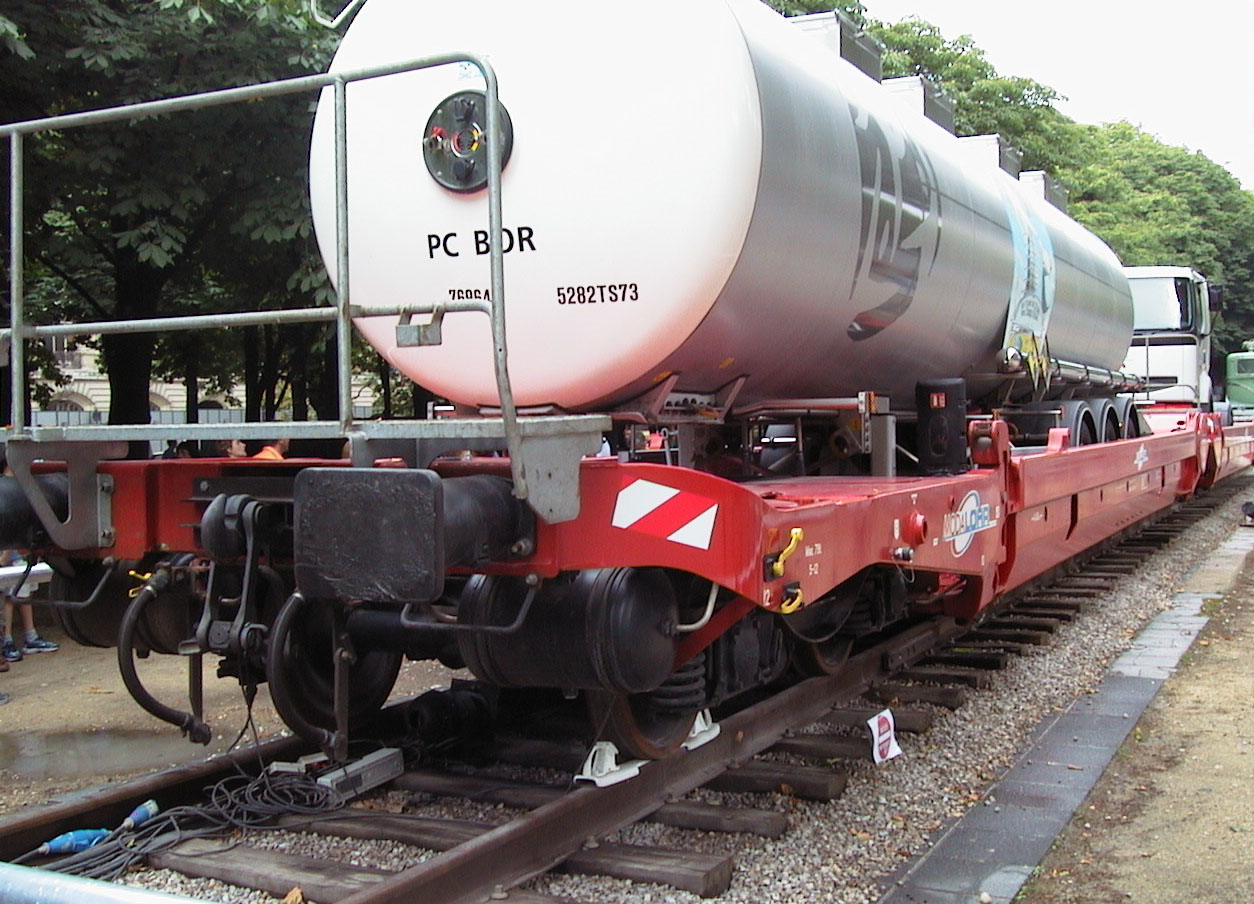
Beladen Modalohr-NA wagen

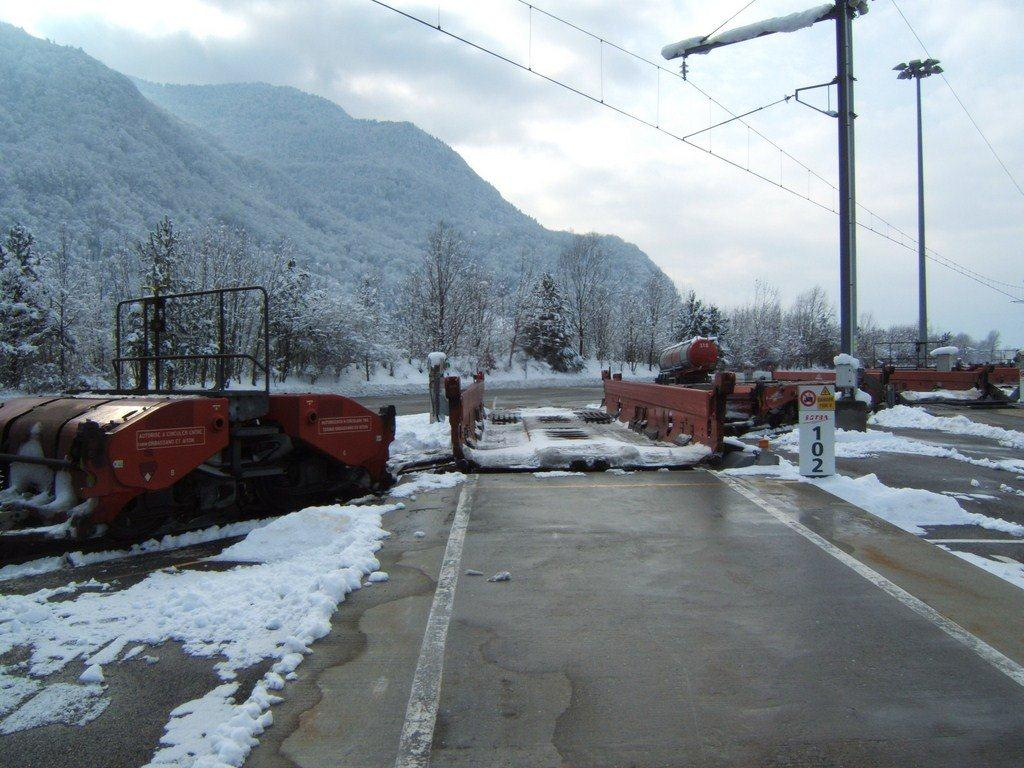
Modalohr-AFA wagen in laadpositie

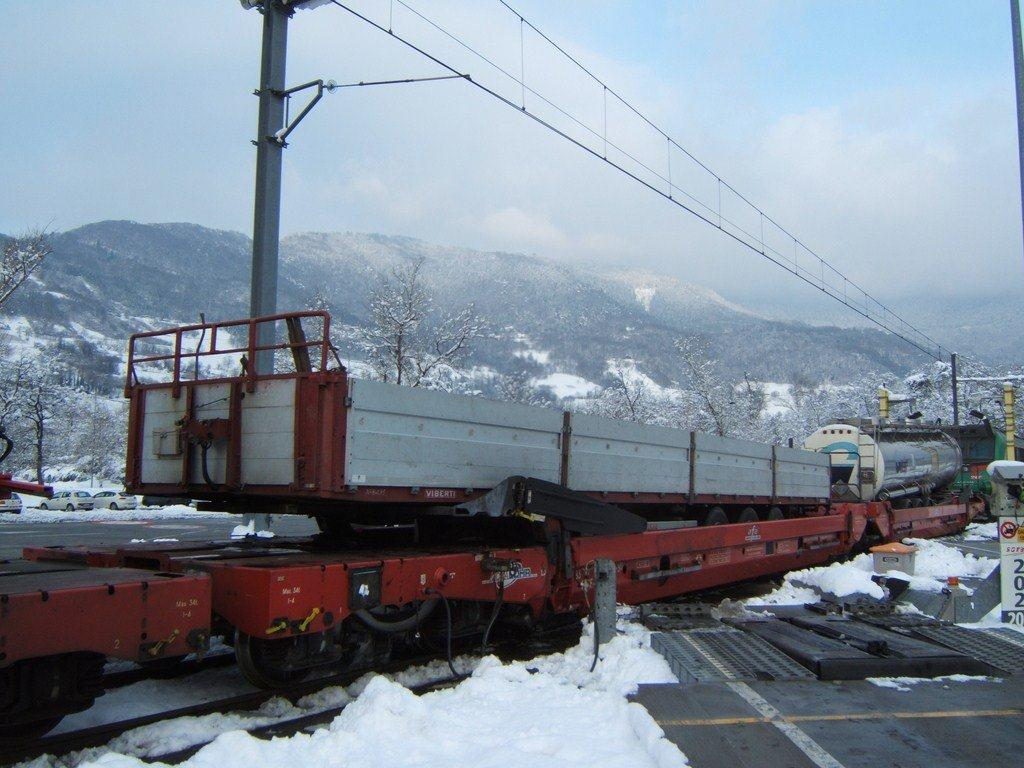
Modalohr-AFA wagen op de terminal in Aiton

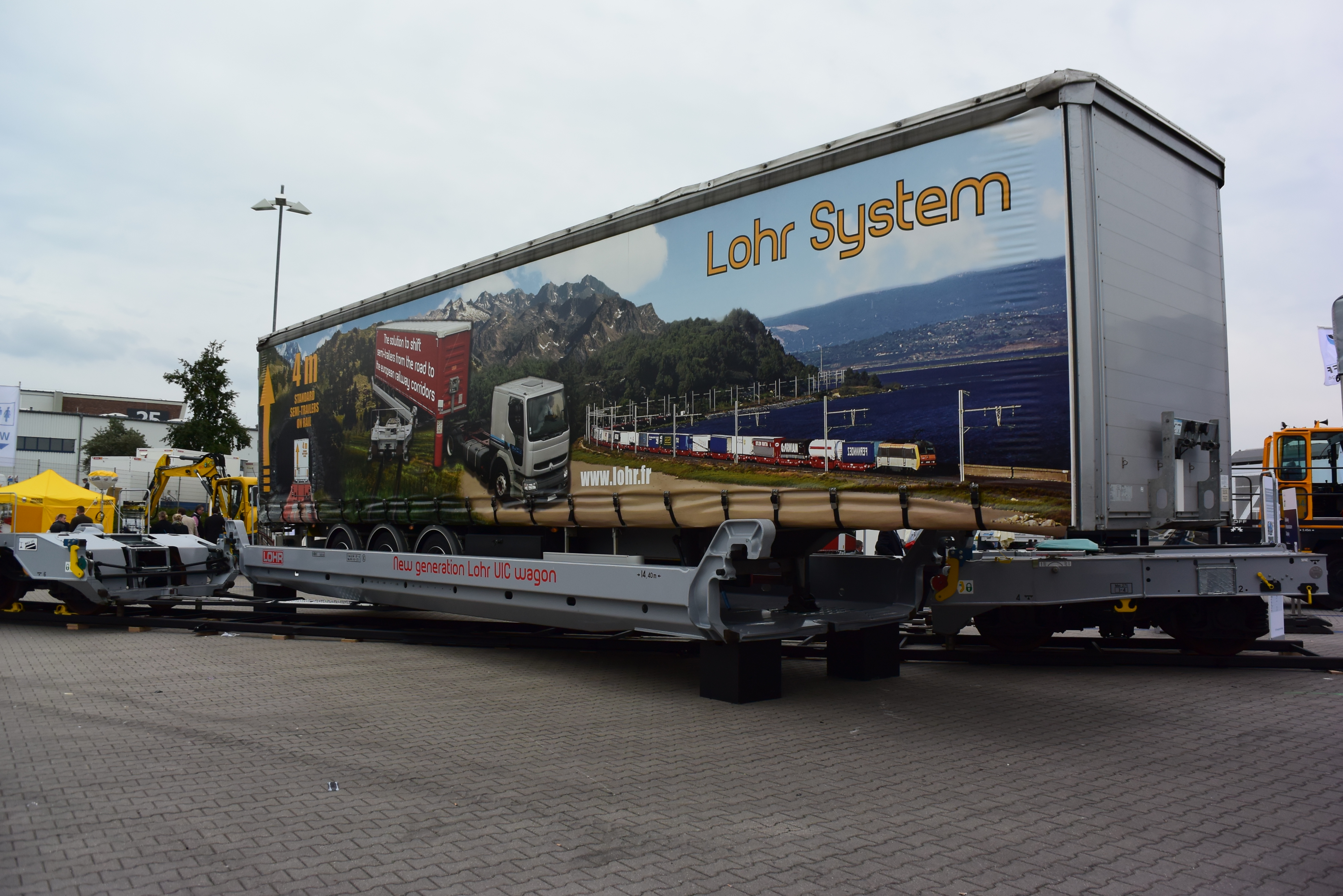
Modaloh-UIC wagen op InnoTrans-2014

De Modalohr is een speciale spoorwagen voor het vervoer van onbegeleide opleggers bij gecombineerd vervoer, gebouwd door het Franse Lohr Group. De constructie maakt horizontale verlading van niet-kraanbare opleggers mogelijk. Het vervoer van zowel trekker als oplegger is alleen mogelijk als twee losse eenheden.

## Wagens
De Modalohr-wagens met de UIC typeaanduiding Sdmrss bestaat uit twee delen, rustende op drie standaard draaistellen (type Y33 op de uiteinden en een type Y25 in het midden). Het gebruik van deze draaistellen moet ervoor zorgen dat de onderhoudskosten lager uitvallen dan bij Rollende Landstraße, dat een draaistelconstructie met zeer kleine wielen heeft. Tussen de draaistellen zit een kuip met een lage rijvloer, twee per wagen. Om de wagen te beladen, kunnen deze kuipen zo'n 30 graden draaien, waarna een vrachtwagen de oplegger in de kuip kan rijden. Op deze manier kunnen twee onbegeleide opleggers per Modalohr-wagen worden vervoerd. Nadat het geheel weer is teruggedraaid, komt de kingpin van de oplegger boven de buitenste draaistellen te rusten.
Er zijn inmiddels drie generaties wagens, met de benamingen AFA, NA en UIC. De laatste generatie voldoet aan de onderkant ook aan het omgrenzingsprofiel van de UIC en is daarmee, in tegenstelling tot eerdere bouwseries, vrij inzetbaar op het spoorwegnet. Ook hebben deze Modalohr-UIC wagens verlaagde zijbalken om horizontale verlading beter te faciliteren. Vanaf de eerste generatie is het mogelijk om opleggers met een hoekhoogte van 4,00 meter (breedte 2,60 m) binnen het GB1-omgrenzingsprofiel te vervoeren. Tevens zijn de wagens goedgekeurd voor gebruik in de kanaaltunnel.
Elke generatie kent een type 1 met aan één zijde een standaard schroefkoppeling en buffer en aan de andere zijde een semipermanente middenkoppeling. Type 2 heeft aan beide zijden een dergelijke middenkoppeling. Uit deze twee typen worden vaste wagengroepen samengesteld. Bij de derde generatie (UIC) bestaat ook een type 3 met aan beide zijden de gewone koppeling en buffers.

## Routes

### Autostrada Ferroviaria Aplina
Als samenwerking tussen de Franse SNCF en de Italiaanse FS wordt sinds 2003 de Autostrada Ferroviaria Aplina gereden, een verbinding met Modalohr-wagens aangeboden tussen Aiton (Frankrijk) en Orbassano (Italië) via de Fréjustunnel (spoorwegen). Dit is een afstand van 175 km door de bergen, bedoeld als alternatief voor de tolweg via de Fréjustunnel (wegverkeer).

### Lorry-Rail; Le Boulou - Bettembourg
Sinds 2007 wordt onder de naam Lorry-Rail gereden tussen Bettembourg (Luxemburg) en Le Boulou (onder Perpignan, vlak bij de Spaanse grens), waarbij in 15 uur 1.050 km wordt afgelegd. Tegenwoordig wordt de verbinding viermaal per dag en zeven dagen in de week uitgevoerd. De dienst wordt gereden door de SNCF, dat ook een merendeel van de aandelen in handen heeft.

### VIIA Britanica; Le Boulou - Calais
Het SNCF onderdeel VIIA rijdt onder de naam VIIA Britanica vanaf de terminal te Le Boulou naar de haven van Calais, een 22 uur durende rit waarvoor anders zo'n 1.200 km over de weg gereden had moeten worden. Te Calais bestaat de mogelijkheid tot verlading tussen deze verbinding en de veerdienst naar het Verenigd Koninkrijk, waardoor de opleggers onbegeleid vervoerd kunnen worden tussen Dover in Engeland en Le Boulou aan de Spaanse grens.

### Plannen
In de loop der tijd zijn er veel nieuwe verbindingen voorgesteld, echter de uitvoering daarvan komt (net als bij soortgelijke verladingssystemen) nauwelijks van de grond.